# Первая полоса (фильм, 1974)
«Первая полоса» (англ. The Front Page) — американская комедия, снятая режиссёром Билли Уайлдером в 1974 году с участием знаменитого голливудского актёрского дуэта Джек Леммон и Уолтер Маттау. Следующая после хоуксовской экранизация одноимённой бродвейской пьесы Бена Хекта и Чарльза МакАртура. В 1987 году был сделан удачный ремейк с названием «Переключая каналы».

## Сюжет
Действие происходит в Чикаго 1920-х годов. Известный и популярный репортёр чикагской газеты «Examiner» Хильди Джонсон намерен уйти с работы, чтобы жениться. Его даже не останавливает громкое дело Эрла Уильямса, которого должны казнить на следующее утро. Однако главный редактор Уолтер Бернс имеет другие планы и не намерен отпускать своего лучшего сотрудника…

## В ролях
- Джек Леммон — Хильди Джонсон
- Уолтер Маттау — Уолтер Бернс
- Сьюзан Сарандон — Пегги Грэнт, невеста Хильди
- Винсент Гардениа — шериф
- Дэвид Уэйн — Бенсингер
- Аллен Гарфилд — Кругер
- Остин Пендлтон — Эрл Уильямс
- Чарльз Дёрнинг — Мёрфи
- Херберт Эделмэн — Шварц
- Мартин Гейбел — доктор Эггельхофер
- Харолд Гулд — мэр
- Кэрол Барнетт — Молли Мэллой, подружка Эрла

## Награды и номинации
- 1975 — три номинации на премию «Золотой глобус»: лучший фильм — комедия или мюзикл, лучшая мужская роль — комедия или мюзикл (Джек Леммон и Уолтер Маттау).
- 1975 — номинация на премию Гильдии сценаристов США за лучшую адаптированную комедию (Билли Уайлдер, И. А. Л. Даймонд).
- 1975 — две премии «Давид ди Донателло»: лучший зарубежный режиссёр (Билли Уайлдер), лучший зарубежный актёр (Джек Леммон).